# Ilie Balaci
Ilie Balaci (Bistreţ, distrito de Dolj, Rumania; 13 de septiembre de 1956-Craiova, Rumania; 21 de octubre de 2018) fue un futbolista y entrenador rumano. Considerado uno de los jugadores rumanos más talentosos de toda la historia, jugó como centrocampista ofensivo para el Universitatea Craiova entre 1973 y 1984. Fue el líder del gran equipo de Craiova que en 1983 llegó a las semifinales de la Copa de la UEFA; el Craiova era entonces el primer equipo rumano que conseguía este logro. Balaci también ganó dos ligas rumanas como jugador del Craiova, en 1980 y 1981, y cuatro Copas de Rumania, en 1977, 1978, 1981 y 1983.
Balaci jugó sesenta y cinco partidos en la Selección de fútbol de Rumania, marcando ocho goles (entre 1974 y 1986). No pudo jugar en la Euro 84 debido a una lesión. En realidad, Balaci sufrió a los 27 años una lesión que no le permitió seguir jugando al fútbol a su más alto nivel. Siguió su desempeño profesional en varios equipos del mundo árabe como jugador activo y, posteriormente, como entrenador de varios equipos.
Desde julio de 2017 hasta marzo de 2018 fue entrenador del Al-Suwaiq de Omán.

## Clubes

### Como jugador
| Club                  | País    | Año       | Partidos | Goles |
| Universitatea Craiova | Rumanía | 1973-1984 | 285      | 76    |
| Olt Scorniceşti       | Rumanía | 1985-1986 | 30       | 7     |
| Dinamo București      | Rumanía | 1986-1988 | 32       | 1     |

### Como entrenador
| Club                     | País            | Periodo     |
| ------------------------ | --------------- | ----------- |
| Pandurii Târgu Jiu       | Rumanía         | 1988-1989   |
| FC Drobeta-Turnu Severin | Rumanía         | 1989 - 1991 |
| Club Africain            | Túnez           | 1991-1992   |
| Olympique de Casablanca  | Marruecos       | 1992-1994   |
| Al Shabab                | Emiratos Árabes | 1994-1996   |
| Al-Nassr                 | Arabia Saudita  | 1996-1997   |
| Al-Hilal                 | Arabia Saudita  | 1997-1998   |
| Universitatea Craiova    | Rumanía         | 1998        |
| Al-Ain FC                | Emiratos Árabes | 1998-2000   |
| Al-Hilal                 | Arabia Saudita  | 2000-2001   |
| Universitatea Craiova    | Rumanía         | 2001        |
| Al-Sadd SC               | Catar           | 2001-2002   |
| Al-Hilal                 | Arabia Saudita  | 2002-2003   |
| Al-Ahli FC               | Emiratos Árabes | 2003-2005   |
| Al-Arabi SC              | Catar           | 2005-2006   |
| Al Shabab                | Emiratos Árabes | 2006-2007   |
| Kazma SC                 | Kuwait          | 2009-2010   |
| Raja Casablanca          | Marruecos       | 2011        |
| Al-Nahda                 | Arabia Saudita  | 2013        |
| Al-Hilal Omdurmán        | Sudán           | 2016        |
| Al-Suwaiq                | Omán            | 2017-2018   |

## Palmarés

### Jugador
Universitatea Craiova
- Liga Rumana (3):  1974, 1980, 1981
- Copa de Rumania (4): 1977, 1978, 1981, 1983

Selección de Rumanía
- Copa de los Balcanes (1): 1980

### Distinción
- Futbolista del año en Rumanía (2): 1981, 1982

### Entrenador
Club Africain
- Liga de Campeones de la CAF (1): 1991
- Liga Tunecina (1): 1992

Olympique Casablanca
- Liga de Marruecos (1): 1994
- Copa de Marruecos (1): 1992
- Recopa Árabe (2): 1993, 1994

Al Shabab
- Liga de los EAU (1): 1995

Al-Nassr
- Copa de Campeones del Golfo (1): 1997

Al-Hilal
- Liga Saudíta (1): 1998
- Copa de Campeones del Golfo (1): 1998
- Recopa Árabe (1): 2001
- Supercopa Árabe (1): 2001
- Copa del Príncipe (1): 2003

Al-Ain
- Liga de los EAU (1): 2000
- Copa Presidente (1): 1999

Al-Sadd
- Liga de Campeones árabe (1): 2001

Al-Ahli
- Copa Presidente (1): 2004

Al-Hilal Omdurmán
- Primera División de Sudán (1): 2016

## Vida personal
Balaci aclaró que había nacido el 8 de septiembre de 1956 pero su acta de nacimiento dice 13 de septiembre del 1956. Fue padre de dos hijas: la mayor, Lorena, está casada con el futbolista Eugen Trică, y la menor, Liana Ungur, es tenista profesional y está casada con Adrian Ungur.

### Muerte
Murió el 21 de octubre de 2018, mientras estaba en su hogar en Craiova, Rumania, a la edad de 62 años, debido a un infarto. Fue atendido por los paramédicos, que trataron de resucitarlo pero los esfuerzos fueron inútiles, siendo declarado muerto.